# Huntington (Nueva York)
Huntington es un pueblo ubicado en el condado de Suffolk en el estado estadounidense de Nueva York. En el año 2000 tenía una población de 195 289 habitantes y una densidad poblacional de 550 personas por km². Huntington forma parte del área metropolitana de Nueva York. Es el pueblo natal del poeta Walt Whitman (1819-1892) y de la cantante Mariah Carey.

## Geografía
Huntington se encuentra ubicada en las coordenadas 40°51′46″N 73°12′55″O / 40.86278, -73.21528. Según la Oficina del Censo, la ciudad tiene un área total de 355,1 km² (137,1 mi²), de la cual 243,5 km² (94,0 mi²) es tierra y 111,6 km² (43,1 mi²) (31.47%) es agua.

## Demografía
Según la Oficina del Censo en 2007 los ingresos medios por hogar en la localidad eran de $102,865, y los ingresos medios por familia eran $113,119. Los hombres tenían unos ingresos medios de $61,748 frente a los $40,825 para las mujeres. La renta per cápita para la localidad era de $36,390. Alrededor del 4.6% de la población estaban por debajo del umbral de pobreza.

## Villas y lugares designados por el censo (CDP)

### Villas
- Asharoken
- Huntington Bay
- Lloyd Harbor
- Northport

### Lugares designados por el censo
- Centerport
- Cold Spring Harbor
- Commack (parcialmente)
- Dix Hills
- East Northport
- Eatons Neck
- Elwood (CDP)
- Fort Salonga (parcialmente)
- Greenlawn
- Halesite
- Huntington Station
- Huntington
- Melville
- South Huntington
- West Hills